# Alvito (vila)
Alvito é uma vila histórica portuguesa sede da Freguesia de Alvito e do Município de Alvito, pertencentes ao Distrito de Beja, região do Alentejo e sub-região do Baixo Alentejo.
A 1 de Agosto de 1280, estando a povoação na sua posse, a Ordem da Santíssima Trindade concede a Alvito carta de foral. Tal foral viria a ser confirmado por D. Dinis, em 1283, e desde então Alvito mantém o estatuto de vila.
O nome Alvito provém de Olivetto, que significa olival, facto comprovado pelas oliveiras milenares que se encontram no concelho.

## História

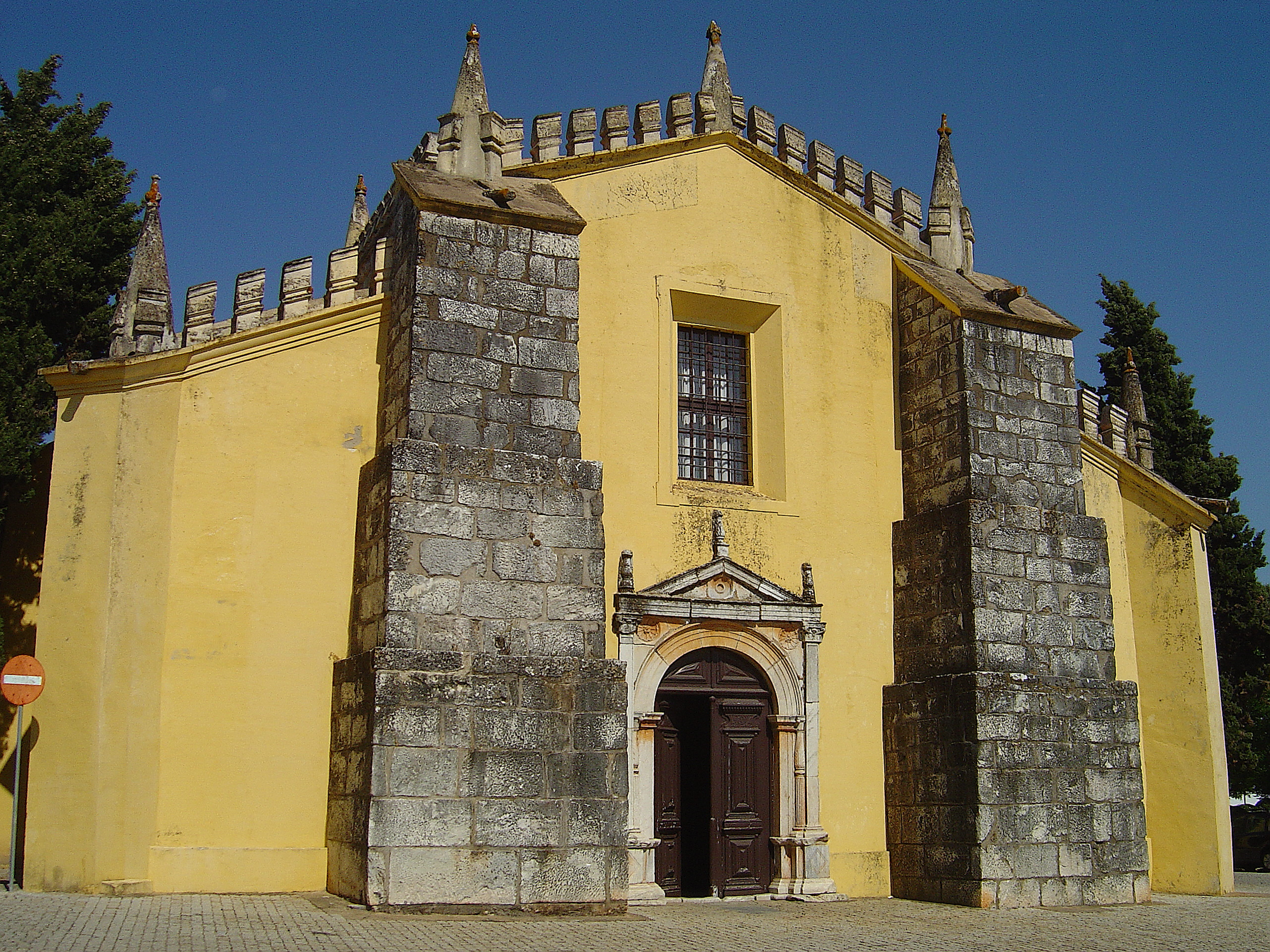
Igreja Matriz de Alvito

Os testemunhos mais antigos que se conhecem da presença humana no concelho remontam ao Neolítico, existindo vários vestígios que asseguram a presença do Homem durante a Idade do Cobre, do Bronze e do Ferro.
A ocupação intensa levada a cabo pelos romanos fez-se sentir logo no início do século I, subsistindo ainda vários testemunhos desta presença, de que são exemplos as villae de S. Romão, de S. Francisco e Malk Abraão. Também visigodos e muçulmanos ocuparam estas antigas villae, dando continuidade à ocupação romana.
Conquistada pelos portugueses em 1234, a povoação de Alvito é doada a D. Estêvão Anes em 1251, chanceler-mor do reino, por D. Afonso III e pelos Pestanas de Évora. A partir desta data, sobretudo através da ação do chanceler, procede-se ao seu repovoamento, passando Alvito a ser uma povoação com dimensões consideráveis para a época.
Em 1279 morre D. Estêvão Anes, ficando a vila em testamento para a Ordem da Santíssima Trindade, a qual lhe concede carta de foral, idêntica à de Santarém, a 1 de agosto de 1280. Tal documento viria a ser confirmado por D. Dinis, em 1283. Em 1387, D. João I doa Alvito a D. Diogo Lobo, em troca dos bons serviços prestados na batalha de Aljubarrota (1385) e na conquista de Évora aos espanhóis (1387), ficando a vila ligada à história desta família ao longo de todo o período que durou o regime monárquico.
A 24 de abril de 1475, D. Afonso V concede ao Dr. João Fernandes da Silveira, marido de D. Maria de Sousa Lobo, o título de Barão, passando Alvito a ser a sede da primeira baronia instituída em Portugal. Nesta época, já a povoação desfrutava de um crescimento acentuado, fruto da conjuntura favorável em que o reino se encontrava e que permitiu um forte crescimento populacional em todo o país. Tal crescimento teve fortes repercussões na economia da vila, passando Alvito a ser um dos principais centros político-económicos de todo o Alentejo, durante o período moderno, tendo quase 1700 habitantes e 364 fogos, segundo as estatísticas do censo de 1527. Este facto justifica o esplendor que se pode observar em muitos monumentos: o castelo, a Igreja Matriz, a Igreja da Misericórdia, a Igreja de Nossa Senhora das Candeias, bem como na representatividade da arte manuelina de Alvito.
Na época de transição do século XVIII para o século XIX, o crescimento e prosperidade de Alvito estagnam, começando o seu declínio a partir de meados do século XX, sobretudo durante as décadas de 60 e 80.

## Gastronomia

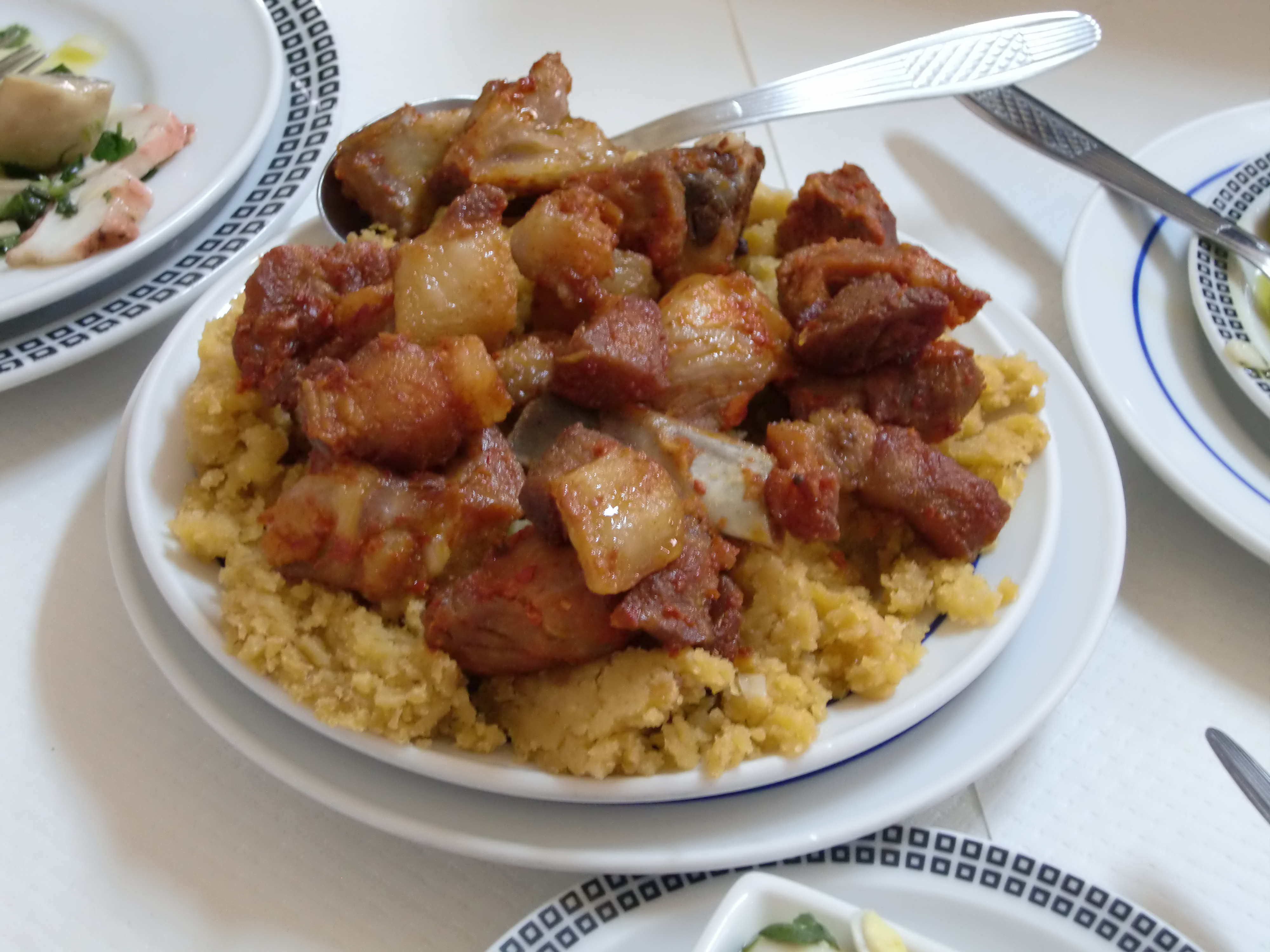
Migas, prato típico da região

As iguarias típicas da vila e da região são:
- Açorda de Cação
- Migas
- Ensopado de Borrego
- Sopa de Beldroegas
- Feijão com Catacuzes
- Carrasquinhas

Destaca-se, também, a doçaria regional (pastéis de chila e grão), os licores e, na freguesia de Vila Nova da Baronia, os enchidos da Baronia, e os vinhos da Herdade das Barras e do Monte dos Catacuzes - ALVITUS e BARONIUM.
Em Fevereiro e Junho realizam-se semanas gastronómicas em que participam os restaurantes do concelho, oferecendo pratos em torno de espargos, catacuzes e carrasquinhas (na 1ª semana) e beldroegas (na 2ª semana).

## Cultura
- Biblioteca Municipal de Alvito
- Centro Cultural de Alvito

## Património
- Capela de Santa Luzia
- Casa de António Pedro Góis

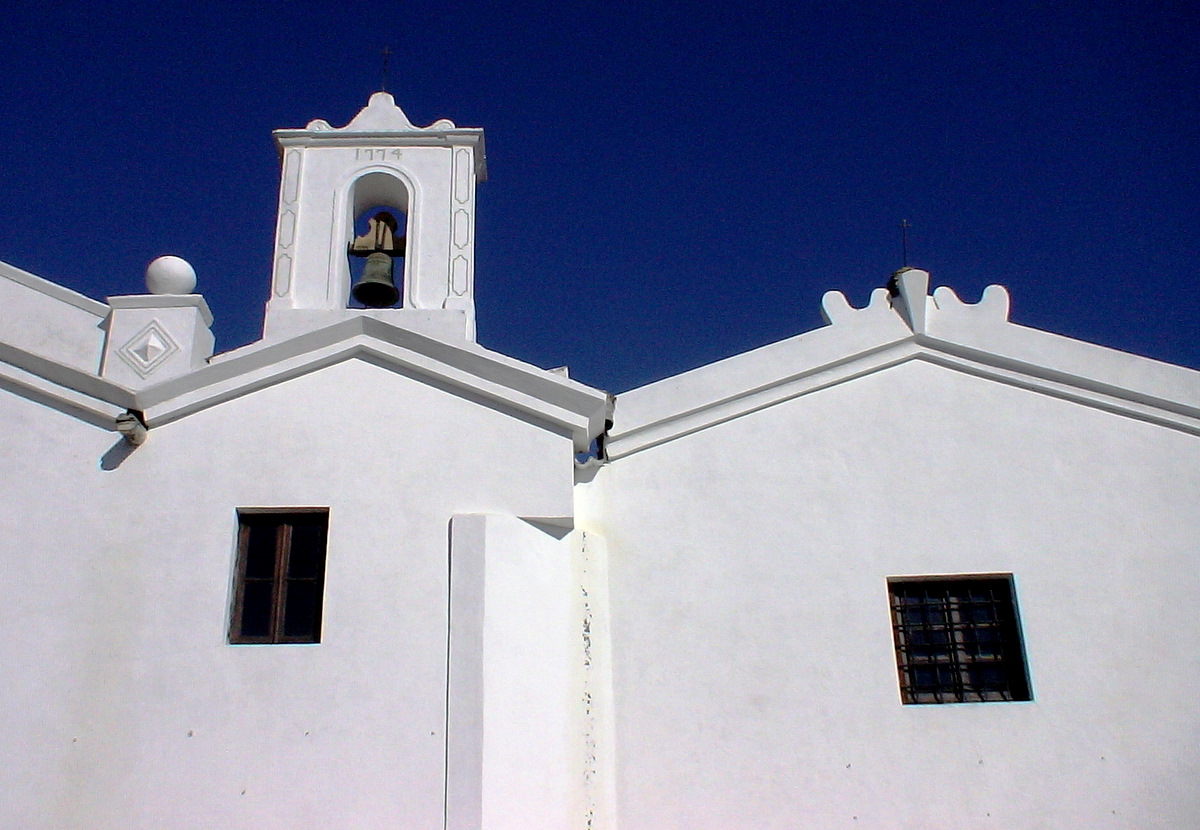
Igreja da Misericórdia e Capela de Nossa Senhora das Candeias

- Casa na Rua do Conselheiro Machado, n.º 44
- Castelo de Alvito
- Convento da Santíssima Trindade de Alvito
- Convento de São Francisco
- Ermida de São Sebastião
- Escola Conde de Ferreira
- Igreja da Misericórdia de Alvito e Capela de Nossa Senhora das Candeias
- Igreja Paroquial de Alvito
- Igreja de Santo António
- Paços do Concelho de Alvito
- Pelourinho de Alvito

## Personalidades
- Padre Luís Caldeira - jesuíta que nasceu em Alvito. Foi professor em Évora, deixando vários sermões religiosos.
- D. Luiz Cerqueira - bispo do Japão (Funai), (1598-1614).
- Mariana Mortágua - deputada do Bloco de Esquerda (BE)

## Heráldica
|  | Brasão: Escudo de prata com um castelo composto de um pano de muralha ladeado por duas torres circulares a azul. Em chefe, um ramo de oliveira e um ramo de azinheira, ambos a verde frutados de negro, cruzados em ponta e atados a vermelho. Em contra-chefe, duas faixas ondadas a azul entre um arco de ponte a negro realçada de prata. Coroa mural de prata de quatro torres. Listel branco com legenda a negro: "VILA DE ALVITO". |
|  | Bandeira: De fundo azul. Cordões e borlas de prata e azul. Haste e lança de ouro. |

## Geminações
Alvito está geminada com  Alvito, Lácio, Itália.